# Record europei under 23 di atletica leggera
I record europei under 23 di atletica leggera rappresentano le migliori prestazioni di atletica leggera stabilite a livello europeo dagli atleti appartenenti alla categoria under 23 e ratificate ufficialmente dalla European Athletics, che tiene traccia solo dei record outdoor.

## Record europei U23

### Maschili
Statistiche aggiornate all'8 giugno 2024.
| 100 m piani              | 9"92 (+2,0 m/s) | Christophe Lemaitre                                          | Francia                                         | 29 luglio 2011                                  | Albi, Francia                                   | 21 anni e 48 giorni                                                               |        |             |         |
| 200 m piani              | 19"80 (+0,8 m/s) | Christophe Lemaitre                                          | Francia                                         | 3 settembre 2011                                | Taegu, Corea del Sud                            | 21 anni e 84 giorni                                                               |        |             |         |
| 400 m piani              | 44"33 | Thomas Schönlebe                                             | Germania Est                                    | 3 settembre 1987                                | Roma, Italia                                    | 22 anni e 28 giorni                                                               |        |             |         |
| 800 m piani              | 1'42"47 | Jurij Borzakovskij                                           | Russia                                          | 24 agosto 2001                                  | Bruxelles, Belgio                               | 20 anni e 134 giorni                                                              |        |             |         |
| 1 000 m piani            | 2'15"31 | Pierre-Ambroise Bosse                                        | Francia                                         | 17 giugno 2014                                  | Ostrava, Repubblica Ceca                        | 22 anni e 37 giorni                                                               |        |             |         |
| 1 500 m piani            | 3'28"32 | Jakob Ingebrigtsen                                           | Norvegia                                        | 7 agosto 2021                                   | Tokyo, Giappone                                 | 20 anni e 322 giorni                                                              |        |             |         |
| Miglio                   | 3'46"46 | Jakob Ingebrigtsen                                           | Norvegia                                        | 16 giugno 2022                                  | Oslo, Norvegia                                  | 21 anni e 270 giorni                                                              |        |             |         |
| 3 000 m piani            | 7'27"05 | Jakob Ingebrigtsen                                           | Norvegia                                        | 17 settembre 2020                               | Roma, Italia                                    | 19 anni e 364 giorni                                                              |        |             |         |
| 5 000 m piani            | 12'48"45 | Jakob Ingebrigtsen                                           | Norvegia                                        | 10 giugno 2021                                  | Firenze, Italia                                 | 20 anni e 264 giorni                                                              |        |             |         |
| 10 000 m piani           | 27'24"09 | Ali Kaya                                                     | Turchia                                         | 2 maggio 2015                                   | Mersina, Turchia                                | 21 anni e 12 giorni                                                               |        |             |         |
| 10 km (strada)           | 28'30" | Ratificato se ottenuta una prestazione migliore              | Ratificato se ottenuta una prestazione migliore | Ratificato se ottenuta una prestazione migliore | Ratificato se ottenuta una prestazione migliore | Ratificato se ottenuta una prestazione migliore                                   |        |             |         |
| Mezza maratona           | 1h00'09" | Julien Wanders                                               | Svizzera                                        | 11 febbraio 2018                                | Barcellona, Spagna                              | 21 anni e 330 giorni                                                              |        |             |         |
| Maratona                 | 2h15'00" | Ratificato se ottenuta una prestazione migliore              | Ratificato se ottenuta una prestazione migliore | Ratificato se ottenuta una prestazione migliore | Ratificato se ottenuta una prestazione migliore | Ratificato se ottenuta una prestazione migliore                                   |        |             |         |
| 3 000 m siepi            | 8'10"83 | Günther Weidlinger                                           | Austria                                         | 21 agosto 1999                                  | Siviglia, Spagna                                | 21 anni e 138 giorni                                                              |        |             |         |
| 110 m ostacoli (99,0 cm) | 12"97 (+1,0 m/s) | Ladji Doucouré                                               | Francia                                         | 15 luglio 2005                                  | Angers, Francia                                 | 22 anni e 109 giorni                                                              |        |             |         |
| 400 m ostacoli           | 47"64 | Karsten Warholm                                              | Norvegia                                        | 9 agosto 2018                                   | Berlino, Germania                               | 22 anni e 162 giorni                                                              |        |             |         |
| Salto in alto            | 2,42 m | Patrik Sjöberg                                               | Svezia                                          | 30 giugno 1987                                  | Stoccolma, Svezia                               | 22 anni e 176 giorni                                                              |        |             |         |
| Salto con l'asta         | 6,18 m(i) | Armand Duplantis                                             | Svezia                                          | 15 febbraio 2020                                | Glasgow, Regno Unito                            | 20 anni e 97 giorni                                                               |        |             |         |
| Salto in lungo           | 8,86 m (+1,9 m/s) | Robert Ėmmijan                                               | Unione Sovietica                                | 22 maggio 1987                                  | Tsaghkadzor, Unione Sovietica                   | 22 anni e 95 giorni                                                               |        |             |         |
| Salto triplo             | 17,98 m (+1,2 m/s) | Teddy Tamgho                                                 | Francia                                         | 12 giugno 2010                                  | New York, Stati Uniti d'America                 | 20 anni e 362 giorni                                                              |        |             |         |
| Getto del peso           | 22,25 m | Konrad Bukowiecki                                            | Polonia                                         | 14 settembre 2019                               | Chorzów, Polonia                                | 22 anni e 181 giorni                                                              |        |             |         |
| Lancio del disco         | 74,35 m | Mykolas Alekna                                               | Lituania                                        | 14 aprile 2024                                  | Ramona, Stati Uniti d'America                   | 21 anni e 199 giorni                                                              |        |             |         |
| Lancio del martello      | 81,70 m | Olli-Pekka Karjalainen                                       | Finlandia                                       | 16 giugno 2002                                  | Lahti, Finlandia                                | 22 anni e 101 giorni                                                              |        |             |         |
| Lancio del giavellotto   | 90,20 m | Max Dehning                                                  | Template:DEU sport                              | 25 febbraio 2024                                | Halle, Germania                                 | 19 anni e 169 giorni                                                              |        |             |         |
| Decathlon                | 8 691 punti | Niklas Kaul                                                  | Germania                                        | 4 ottobre 2019                                  | Doha, Qatar                                     | 21 anni e 235 giorni                                                              |        |             |         |
| Decathlon                | \| 100 m (v.) \| Lungo (v.) \| Peso \| Alto \| 400 m \| 110 m hs (v.) \| Disco \| Asta \| Giavellotto \| 1500 m \| \| ---------------- \| ----------------- \| ------- \| ------ \| ----- \| ---------------- \| ------- \| ------ \| ----------- \| ------- \| \| 11"27 (+0,3 m/s) \| 7,19 m (+0,6 m/s) \| 15,10 m \| 2,02 m \| 48"48 \| 14"64 (+0,7 m/s) \| 49,20 m \| 5,00 m \| 79,05 m \| 4'15"70 \| |                                                              |                                                 |                                                 |                                                 |                                                                                   |        |             |         |
| Marcia 10 000 m (pista)  | 38'41"17 | Andriy Yurin                                                 | Ucraina                                         | 21 giugno 2005                                  | Kiev, Ucraina                                   | 21 anni e 152 giorni                                                              |        |             |         |
| Marcia 20 km (strada)    | 1h17'16" | Vladimir Kanajkin                                            | Russia                                          | 29 settembre 2007                               | Saransk, Russia                                 | 22 anni e 192 giorni                                                              |        |             |         |
| Marcia 35 km (strada)    | 2h28'00" | Ratificato se ottenuta una prestazione migliore              | Ratificato se ottenuta una prestazione migliore | Ratificato se ottenuta una prestazione migliore | Ratificato se ottenuta una prestazione migliore | Ratificato se ottenuta una prestazione migliore                                   |        |             |         |
| Marcia 50 km (strada)    | 3h50'00" | Ratificato se ottenuta una prestazione migliore              | Ratificato se ottenuta una prestazione migliore | Ratificato se ottenuta una prestazione migliore | Ratificato se ottenuta una prestazione migliore | Ratificato se ottenuta una prestazione migliore                                   |        |             |         |
| Staffetta 4×100 m        | 38"70 | Yannick Wolf Luis Brandner Milo Skupin-Alfa Joshua Hartmann  | Germania Squadra nazionale under 23             | 11 luglio 2021                                  | Tallinn, Estonia                                | 21 anni e 60 giorni 20 anni e 275 giorni 22 anni e 154 giorni 22 anni e 32 giorni |        |             |         |
| Staffetta 4×400 m        | 3'02"13 | Anton Kokorin Denis Alekseev Artem Sergeyenkov Maksim Dyldin | Russia Squadra nazionale under 23               | 15 luglio 2007                                  | Debrecen, Ungheria                              | 20 anni e 101 giorni 19 anni e 201 giorni 21 anni e 35 giorni 20 anni e 61 giorni |        |             |         |
| 100 m (v.)               | Lungo (v.) | Peso                                                         | Alto                                            | 400 m                                           | 110 m hs (v.)                                   | Disco                                                                             | Asta   | Giavellotto | 1500 m  |
| 11"27 (+0,3 m/s)         | 7,19 m (+0,6 m/s) | 15,10 m                                                      | 2,02 m                                          | 48"48                                           | 14"64 (+0,7 m/s)                                | 49,20 m                                                                           | 5,00 m | 79,05 m     | 4'15"70 |

### Femminili
Statistiche aggiornate all'8 giugno 2024.
| Specialità              | Prestazione | Atleta                                                                      | Nazione                                         | Data                                            | Luogo                                           | Età                                                                               |
| ----------------------- | --- | --------------------------------------------------------------------------- | ----------------------------------------------- | ----------------------------------------------- | ----------------------------------------------- | --------------------------------------------------------------------------------- |
| 100 m piani             | 10"88 (+2,0 m/s) | Marlies Oelsner                                                             | Germania Est                                    | 1º luglio 1977                                  | Dresda, Germania Est                            | 19 anni e 102 giorni                                                              |
| 200 m piani             | 21"71 (+0,7 m/s) | Marita Koch                                                                 | Germania Est                                    | 10 giugno 1979                                  | Karl Marx Stadt, Germania Est                   | 22 anni e 112 giorni                                                              |
| 200 m piani             | 21"71 (+1,2 m/s) | Heike Drechsler                                                             | Germania Est                                    | 29 giugno 1986                                  | Jena, Germania Est                              | 21 anni e 195 giorni                                                              |
| 400 m piani             | 48"60 | Marita Koch                                                                 | Germania Est                                    | 4 agosto 1979                                   | Torino, Italia                                  | 22 anni e 167 giorni                                                              |
| 800 m piani             | 1'55"19 | Keely Hodgkinson                                                            | Gran Bretagna                                   | 17 settembre 2023                               | Eugene, Stati Uniti d'America                   | 21 anni e 198 giorni                                                              |
| 1 000 m piani           | 2'30"85 | Martina Kämpfert-Steuk                                                      | Germania Est                                    | 9 luglio 1980                                   | Berlino, Germania Est                           | 20 anni e 241 giorni                                                              |
| 1 500 m piani           | 3'56"05 | Sifan Hassan                                                                | Paesi Bassi                                     | 17 luglio 2015                                  | Principato di Monaco                            | 22 anni e 197 giorni                                                              |
| Miglio                  | 4'15"8(m) | Natalya Artyomova                                                           | Unione Sovietica                                | 5 agosto 1984                                   | Leningrado, Unione Sovietica                    | 21 anni e 213 giorni                                                              |
| 3 000 m piani           | 8'20"07 | Konstanze Klosterhalfen                                                     | Germania                                        | 30 giugno 2019                                  | Stanford, Stati Uniti d'America                 | 22 anni e 132 giorni                                                              |
| 5 000 m piani           | 14'24"68 | Elvan Abeylegesse                                                           | Turchia                                         | 11 giugno 2004                                  | Bergen, Norvegia                                | 21 anni e 274 giorni                                                              |
| 10 000 m piani          | 30'26"41 | Yasemin Can                                                                 | Turchia                                         | 12 agosto 2016                                  | Rio de Janeiro, Brasile                         | 19 anni e 184 giorni                                                              |
| 10 km (strada)          | 32'20"(wo) | Ratificato se ottenuta una prestazione migliore                             | Ratificato se ottenuta una prestazione migliore | Ratificato se ottenuta una prestazione migliore | Ratificato se ottenuta una prestazione migliore | Ratificato se ottenuta una prestazione migliore                                   |
| 10 km (strada)          | 31'22"(mx) | Megan Keith                                                                 | Germania                                        | 14 gennaio 2024                                 | Valencia, Spagna                                | 21 anni e 266 giorni                                                              |
| Mezza maratona          | 1h12'00"(wo) | Ratificato se ottenuta una prestazione migliore                             | Ratificato se ottenuta una prestazione migliore | Ratificato se ottenuta una prestazione migliore | Ratificato se ottenuta una prestazione migliore | Ratificato se ottenuta una prestazione migliore                                   |
| Mezza maratona          | 1h10'00"(mx) | Ratificato se ottenuta una prestazione migliore                             | Ratificato se ottenuta una prestazione migliore | Ratificato se ottenuta una prestazione migliore | Ratificato se ottenuta una prestazione migliore | Ratificato se ottenuta una prestazione migliore                                   |
| Maratona                | 2h34'30"(wo) | Ratificato se ottenuta una prestazione migliore                             | Ratificato se ottenuta una prestazione migliore | Ratificato se ottenuta una prestazione migliore | Ratificato se ottenuta una prestazione migliore | Ratificato se ottenuta una prestazione migliore                                   |
| Maratona                | 2h29'06"(mx) | Becky Briggs                                                                | Gran Bretagna                                   | 3 aprile 2022                                   | Manchester, Regno Unito                         | 22 anni e 32 giorni                                                               |
| 3 000 m siepi           | 9'13"46 | Anna Emilie Møller                                                          | Danimarca                                       | 30 settembre 2019                               | Doha, Qatar                                     | 22 anni e 64 giorni                                                               |
| 100 m ostacoli          | 12"40 (+0,8 m/s) | Pia Skrzyszowska                                                            | Polonia                                         | 8 giugno 2024                                   | Roma, Italia                                    | 23 anni e 49 giorni                                                               |
| 400 m ostacoli          | 52"03 | Femke Bol                                                                   | Paesi Bassi                                     | 4 agosto 2021                                   | Tokyo, Giappone                                 | 21 anni e 162 giorni                                                              |
| Salto in alto           | 2,09 m | Stefka Kostadinova                                                          | Bulgaria                                        | 30 agosto 1987                                  | Roma, Italia                                    | 22 anni e 189 giorni                                                              |
| Salto con l'asta        | 4,92 m | Elena Isinbaeva                                                             | Russia                                          | 3 settembre 2004                                | Bruxelles, Belgio                               | 22 anni e 92 giorni                                                               |
| Salto in lungo          | 7,45 m (+1,1 m/s) | Heike Drechsler                                                             | Germania Est                                    | 3 luglio 1986                                   | Dresda, Germania Est                            | 21 anni e 199 giorni                                                              |
| Salto triplo            | 14,79 m (-0,7 m/s) | Anna Pjatych                                                                | Russia                                          | 21 giugno 2003                                  | Firenze, Italia                                 | 22 anni e 78 giorni                                                               |
| Getto del peso          | 22,53 m | Natal'ja Lisovskaja                                                         | Unione Sovietica                                | 27 maggio 1984                                  | Soči, Unione Sovietica                          | 21 anni e 316 giorni                                                              |
| Lancio del disco        | 73,36 m | Irina Meszynski                                                             | Germania Est                                    | 17 agosto 1984                                  | Praga, Cecoslovacchia                           | 22 anni e 146 giorni                                                              |
| Lancio del martello     | 77,06 m | Tat'jana Lysenko                                                            | Russia                                          | 15 luglio 2005                                  | Mosca, Russia                                   | 21 anni e 279 giorni                                                              |
| Lancio del giavellotto  | 68,43 m | Sara Kolak                                                                  | Croazia                                         | 6 luglio 2017                                   | Losanna, Svizzera                               | 22 anni e 14 giorni                                                               |
| Eptathlon               | 7 001 punti | Carolina Klüft                                                              | Svezia                                          | 24 agosto 2003                                  | Saint-Denis, Francia                            | 20 anni e 203 giorni                                                              |
| Eptathlon               | \| 100 m hs (v.) \| Alto \| Peso \| 200 m (v.) \| Lungo (v.) \| Giavellotto \| 800 m \| \| ---------------- \| ------ \| ------- \| ---------------- \| ----------------- \| ----------- \| ------- \| \| 13"18 (-0,4 m/s) \| 1,94 m \| 14,19 m \| 22"98 (+1,1 m/s) \| 6,68 m (+1,0 m/s) \| 49,90 m \| 2'12"12 \| |                                                                             |                                                 |                                                 |                                                 |                                                                                   |
| Marcia 10 000 m (pista) | 41'42"5(m) | Ljudmyla Oljanovs'ka                                                        | Ucraina                                         | 1º novembre 2014                                | Mukačevo, Ucraina                               | 21 anni e 254 giorni                                                              |
| Marcia 20 km (strada)   | 1h26'50" | Natalya Fedoskina                                                           | Russia                                          | 19 maggio 2001                                  | Dudince, Slovacchia                             | 20 anni e 328 giorni                                                              |
| Marcia 35 km (strada)   | 2h45'00" | Ratificato se ottenuta una prestazione migliore                             | Ratificato se ottenuta una prestazione migliore | Ratificato se ottenuta una prestazione migliore | Ratificato se ottenuta una prestazione migliore | Ratificato se ottenuta una prestazione migliore                                   |
| Staffetta 4×100 m       | 42"09 | Christina Brehmer Romy Schneider-Müller Ingrid Auerswald-Lange Marlies Göhr | Germania Est Squadra nazionale under 23         | 4 agosto 1979                                   | Torino, Italia                                  | 21 anni e 157 giorni 21 anni e 9 giorni 21 anni e 336 giorni 21 anni e 136 giorni |
| Staffetta 4×400 m       | 3'26"58 | Olga Tovarnova Ksenija Zadorina Yelena Novikova Ljudmila Litvinova          | Russia Squadra nazionale under 23               | 15 luglio 2007                                  | Debrecen, Ungheria                              | 22 anni e 95 giorni 20 anni e 135 giorni 21 anni e 261 giorni 22 anni e 37 giorni |
| 100 m hs (v.)           | Alto | Peso                                                                        | 200 m (v.)                                      | Lungo (v.)                                      | Giavellotto                                     | 800 m                                                                             |
| 13"18 (-0,4 m/s)        | 1,94 m | 14,19 m                                                                     | 22"98 (+1,1 m/s)                                | 6,68 m (+1,0 m/s)                               | 49,90 m                                         | 2'12"12                                                                           |